# Puig de l'Àliga (Aiguamúrcia)
El Puig de l'Àliga és una muntanya de 701 metres que es troba entre els municipis d'Aiguamúrcia a l'Alt Camp, el Montmell al Baix Penedès i Torrelles de Foix de l'Alt Penedès.